# Guvernatorat Dalmacija
Guvernatorat Dalmacija (tal. Governatorato di Dalmazia) bio je provincija Fašističke Italije, stvoren u svibnju 1941. od okupiranog dijela Dalmacije s Bokom kotorskom, priključenog Italiji Rimskim ugovorima nakon Travanjskog rata.

## Pozadina
Dalmacija je bila strateško područje tijekom Prvog svjetskog rata koje su htjele priključiti i Italija i Srbija. Italija je prešla na stranu Antante 1915. kad joj je tajnim Londonskim ugovorom zajamčeno pravo priključenja velikog dijela Dalmacije. Nakon 29. listopada 1918., kad je Hrvatski sabor raskinuo sve veze s Austro-Ugarskom i proglasio Državu SHS koja nije u ratu s Antantom, u općem ozračju bezvlađa i odsustvu oružanih postrojbi, Talijani su krenuli zauzeti ono što joj je bilo obećano. Do 5./6. studenog 1918., talijanske snage su zauzele Vis, Lastovo, Šibenik i druga mjesta na dalmatinskoj obali. Nakon kraja rata sredinom studenog, Italija je vojno zaposjela sva područja koja su joj bila obećana Londonskim ugovorom, a 17. studenog zauzela je i Rijeku. 1918., admiral Enrico Millo se proglasio talijanskim guvernerom Dalmacije. Slavni talijanski iredentist Gabriele d'Annunzio podržao je pripajanje Dalmacije te je na talijanskom bojnom brodu posjetio Zadar u prosincu 1918.
No, u mirovnim pregovorima koji su uslijedili, hrvatska strana na čelu s Trumbićem je zatražila poštovanje Wilsonovih 14 točaka te je nepopustljivo ustrajala na tome da su talijanski zahtjevi neprihvatljivi. To je dovelo do potpisivanja Rapallskog sporazuma 1920., kojim su Italiji u Dalmaciji predani "samo" grad Zadar te otoci Lastovo, Sušac i Palagruža. Time je uspostavljena talijanska Zadarska provincija s površinom od 120 km² i 25.000 stanovnika.
Unatoč tome, Italija je i dalje smatrala ostatak Dalmacije svojim "izgubljenim teritorijem". Nakon uspona fašista, Mussolini traži zainteresirane hrvatske političare koji bi bili spremni predati Dalmaciju Italiji u zamjenu za talijansku pomoć pri uspostavi nezavisne Hrvatske. Pošto ga je odbio Vladko Maček, stupio je u kontakt s Antom Pavelićem 1927. Mussolini je tada ponudio Paveliću i Ustašama utočište u Italiji i dopustio im uvježbavanje za rat protiv Jugoslavije. U zamjenu za svesrdnu podršku i političku zaštitu, Pavelić je pristao na predaju istočnojadranske obale Italiji ako Ustaše uspješno sruše Jugoslaviju.

## Uspostava
Nakon invazije na Jugoslaviju, Talijani polako počinju zauzimati Dalmaciju i ostale dijelove istočnojadranske obale. Fašistička Italija na vlast je dovela ustaški pokret koji uspostavlja NDH, snažno vezanu uz Italiju. Rimskim ugovorima, potpisanim 18. svibnja 1941., određen je odnos NDH i Kraljevine Italije. Talijanski princ Aimone trebao je postati hrvatski kralj, a NDH službeno Kraljevina Hrvatska. NDH se obvezala da ne svome obalnom i priobalnom području neće graditi nikakve vojne objekte te neće držati ratnu mornaricu. Ta zona poznata je kao Druga zona ili Razvojačena zona. Italija ujedno prisvaja cjelokupnu trgovačku mornaricu (sve brodove privatnih brodara iz Hrvatske). Troškovi okupacijskih talijanskih trupa u Drugoj i Trećoj zoni naplaćivali su se (skupo) iz proračuna NDH. Usto, Italija je priključila 5.380 km2 teritorija u Hrvatskom primorju, Gorskom kotaru, Kvarneru i Dalmaciji s 380.000 stanovnika (Prva zona). Talijanska Dalmacija je obuhvaćala područje koje su činili:
Mussolini je dekretom 20. svibnja 1941. na tom području osnovao Namjesništvo za Dalmaciju. Za obavljanje upravnih poslova u pripojenim područjima osnovana je Vlada za Dalmaciju (Governo della Dalmazia) sa sjedištem u Zadru.

## Povijest
Vlada za Dalmaciju je priključeno područje odmah podvrgnula nemilosrdnoj talijanizaciji, proganjanju političkih protivnika i fašističkoj strahovladi uopće. Stanovništvo se tjeralo na iskazivanje privrženosti Italiji, poput obveznog pjevanja fašističke himne i odavanja počasti talijanskoj zastavi tijekom njenog svečanog dnevnog podizanja ili spuštanja na javnom mjestu. Naglašavala se pripadnost dalmatinske kulture i povijesti Italiji i osobito Mletačkoj Republici. Za političke protivnike i partizane osnovan je sabirni logor na Molatu, u kojem je tijekom postojanja Namjesništva ubijeno 500-tinjak ljudi. Nepodobni Dalmatinci i članovi njihovih obitelji zatvarani su i u sabirnom logoru na Rabu te u zatvorima i logorima u Italiji. Početkom 1942. Vlada za Dalmaciju uvodi talijanski ustav i zakone, što vodi ukidanju niza sportskih društava, znanstvenih, obrazovnih i kulturnih ustanova i svega ostalog što bi moglo očuvati hrvatski duh, a učestale su eksproprijacije, rekvizicije i sekvestri. Hrvatski jezik je uglavnom zabranjen, škole su zatvarane, a hrvatske ustanove i društva raspušteni (primjer HNK Hajduk).
Povrh pobrojanog, Talijani promiču dalmatinske četnike u svoje štićenike kako bi bolje kontrolirali teritorij. U skladu sa svojom politikom represije nakon rasplamsavanja partizanskog ustanka protiv talijanske okupacije u Dalmaciji, talijanska vlast je počela osnivanje posebnih jedinica koje bi se borile protiv partizanskih snaga, pa je tako nastala tzv. dobrovoljna protukomunistička milicija (MVAC), koja je imala karakter paravojne postrojbe. U nju su se uključivali dobrovoljci Hrvati i Srbi, koje se privlačilo dobrim plaćama i opskrbom hranom u vremenima neimaštine i gladi. U narodu je uglavnom zapamćena kao banda ili kao batinaši.
7. rujna 1941. naredbom generala Ambrosia talijanske vojne vlasti preuzimaju sve vojne i građanske upravne poslove i u II. zoni, dok u III. zoni obnašaju vojnu vlast, a nadgledaju građansku upravu NDH. Povod za taj čin bio je srpski ustanak zbog ustaških represija, no stvarni razlog bio je širenje okupacijskog područja i utjecaja. Mussolini je istovremeno pokušao pripojiti Namjesništvu i ostale dijelove Dalmacije i otoke (poput Dubrovnika, Visa i Paga) ali je trenutno zaustavljen protivljenjem Pavelića, koji je zadržao barem nominalnu vlast na tom području. Okupacija Druge zone dokinuta je 1942. Zagrebačkim sporazumom.

## Područje
Namjesništvo se sastojalo od tri pokrajine - prefekture: Zadar, Kotor, i Split, na čelu kojih su bili prefekti i viceprefekti. Administrativno sjedište bilo je u Zadru. Nakon jeseni 1941. također su okupirani otoci Pag, Brač i Hvar, isprva dani NDH. Uz njih, okupirana je i tzv. Druga zona (razvojačena zona), sve do crte Vrbovsko-Slunj-Bosansko Grahovo-Livno-Gacko. Kasnije su Talijani okupirali i tzv. Treću zonu (80 km od mora), t.j sve do demarkacijske crte, ali su se ubrzo povukli.
| Pokrajina Namjesništva | Površina (km²) | Stanovništvo |
| ---------------------- | -------------- | ------------ |
| Zadarska pokrajina     | 3.179          | 211.900      |
| Splitska pokrajina     | 1.075          | 128.400      |
| Kotorska pokrajina     | 547            | 39.800       |
| Ukupno                 | 4.801          | 380.100      |

- Zadarska pokrajina
- Splitska pokrajina
- Kotorska pokrajina

## Nakon kapitulacije Italije
Nakon kapitulacije Italije 1943., Narodnooslobodilački pokret uspostavlja privremenu kontrolu nad područjem, no ubrzo ga potiskuju njemačke postrojbe. Čitavo područje nekadašnjeg Namjesništva (uz nekoliko iznimki) predano je službeno NDH 10. rujna 1943., no NDH do oslobođenja Dalmacije nije uspjela uspostaviti efektivnu kontrolu nad područjem. Razlozi tome su jačanje NOP-a, protuustaško raspoloženje u Dalmaciji zbog Rimskih ugovora te gospodarska i vojna slabost NDH. Osim toga, Nijemci su vlastima NDH prepustili samo ograničene građanske funkcije te su zapravo imali potpunu vlast u Dalmaciji. Južni dio Konavala s mjestom Gruda ostao je pod izravnom njemačkom vlašću nakon što su Nijemci preuzeli Boku kotorsku, jer je to područje bilo dijelom bivše talijanske pokrajine Kotor. NDH je ulagala velike napore kako bi joj Nijemci barem formalno predali Boku kotorsku te je priključili NDH, no Nijemci to nisu dopustili zbog strateškog značenja. Isto tako, grad Zadar je ostao pod kontrolom njemačke vojske do oslobođenja, te se smatrao dijelom Mussolinijeve Talijanske Socijalne Republike. NDH je sve do oslobođenja održavala konzulat u Zadru, a svi njeni napori za priključenjem Zadra nisu urodili plodom.
ZAVNOH je nakon kapitulacije Italije 20. rujna 1943. donio Odluku o priključenju Istre, Rijeke, Zadra i ostalih okupiranih krajeva Hrvatskoj. Taj dan se u RH od 2005. obilježava kao spomendan. Split je oslobođen 26. listopada, Zadar 31. listopada, a Šibenik 3. studenog 1944. Nakon dugog i polaganog napredovanja, postrojbe NOVJ su 4. prosinca 1944. oslobodile Knin, čime su u potpunosti oslobodile Dalmaciju.

## Namjesnici
- Athos Bartolucci- građanski povjerenik (17. travnja 1941. – 7. lipnja 1941.)[13]
- Giuseppe Bastianini (7. lipnja 1941. – 14. veljače 1943.)[13]
- Francesco Giunta (14. veljače 1943. – 10. rujna 1943.)

## Vanjske poveznice
- Dokumentarni film o talijanskim sabirnim logorima u Dalmaciji
- Sjećanja Ante Jelaske (91), pripadnika partizanskog pokreta u Splitu, forum.tm
- Film o logoru na Molatu

### Talijanski propagandni filmski žurnali, Cinecitta Luce
- Divizija Pasubio svečano otkriva spomen-ploču u čast "povratka" Šibenika Rimu, svibanj 1941.
- Svečani doček prvog guvernera Dalmacije S. Bastianinija u Zadru, svibanj 1941.
- Proslava prve godišnjice priključenja Dalmacije Italiji, Zadar, svibanj 1942.
- Tvornica lakih metala u Šibeniku, 1942.